# 张利民 (1974年)
张利民（1974年5月—），满族，河北围场人，中国共产党党员。中华人民共和国事业单位干部、第十三届全国人民代表大会河北省代表。

## 生平
1994年，参加工作。他先后担任过塞罕坝机械林场技术员、营林区主任、林业科副科长、分场场长等职务。
2018年，张利民被选为河北省出席第十三届全国人民代表大会代表。此外，他是河北省第九次党代会代表。被聘为最高人民法院第三届特约监督员，获河北省先进工作者、河北省林业系统先进个人、承德市十大杰出青年等荣誉称号。
2020年9月，张利民调任河北省木兰围场国有林场。2021年时，张利民任河北省木兰围场国有林场（河北滦河上游国家级自然保护区管理中心）副场长、副主任。